# Émile Bernard

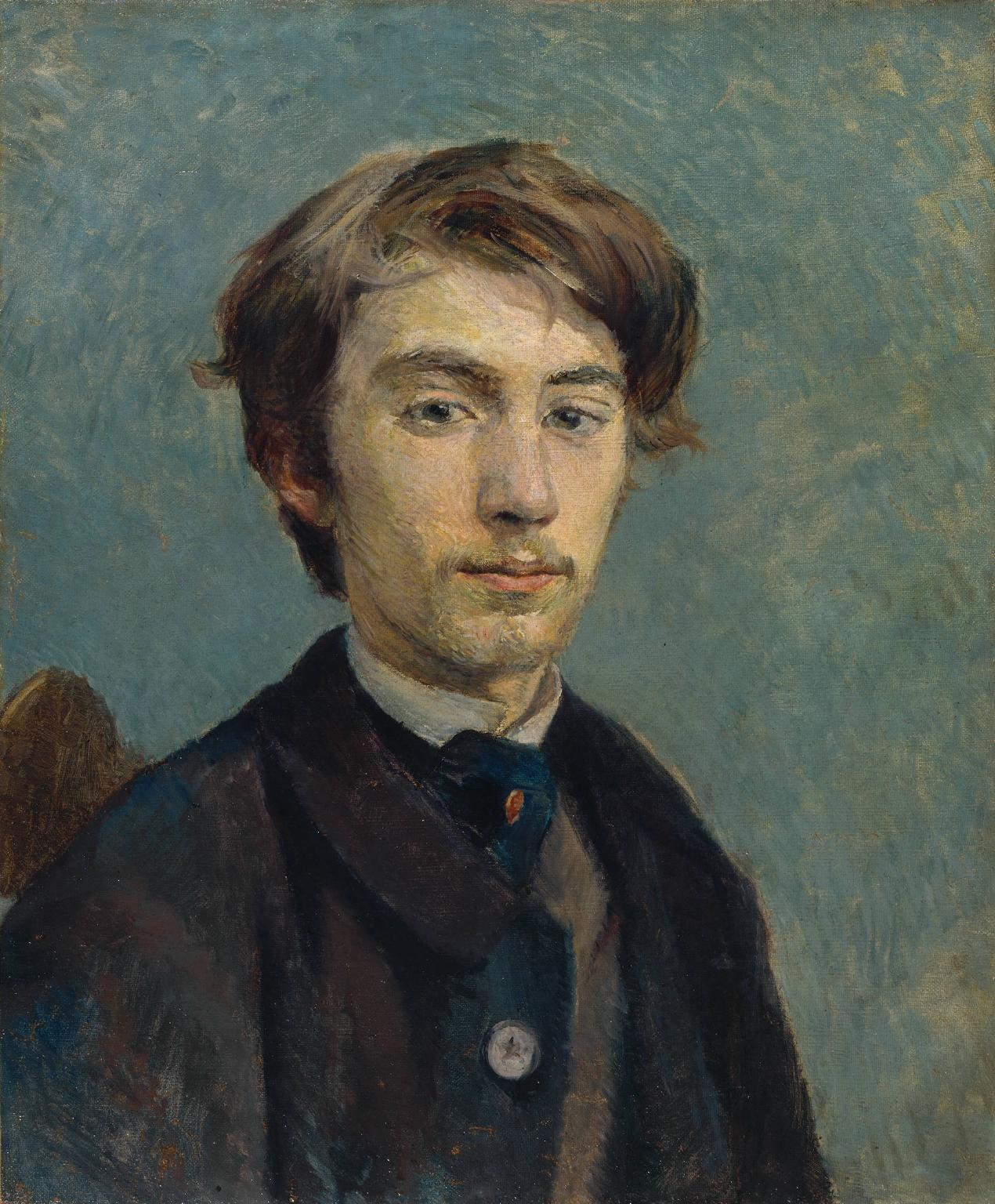
Émile Bernard
Ritratto di Toulouse-Lautrec

Émile Bernard (Lilla, 28 aprile 1868 – Parigi, 16 aprile 1941) è stato un pittore neo-impressionista francese.

## Biografia
Era il figlio di Émile Ernest Bernard, mercante di stoffe, e di Héloïse Bodin, figlia di Sophie Bodin-Lallement, proprietaria di una lavanderia.
Émile Bernard nacque a Lilla, ma la famiglia, nel 1878 quando era ancora giovanissimo, si trasferì a Parigi, andando ad abitare nel sobborgo di Asnières. 
Nel 1884 cominciò a frequentare l'atelier di Fernand Cormon, esperienza che si rivelò felicissima per il suo lavoro, perché lì incontrò Henri de Toulouse-Lautrec e Vincent van Gogh, coi quali strinse una duratura e sincera amicizia; ma soprattutto, grazie a Camille Pissarro, conobbe Paul Gauguin, destinato ad avere un ruolo importante nella sua vita. Con loro, che esponevano nel Café du Tambourin, Bernard costituì il gruppo dei "Pittori del Petit-Boulevard", nato per distinguersi dal gruppo dei "Pittori del Grand-Boulevard" che esponevano nella galleria di Theo Van Gogh, fratello di Vincent.
Ma la permanenza nello studio di Cormon durò solo due anni: nel 1886 Bernard fu escluso dall'atelier. Pensò allora di recarsi in Bretagna e in Normandia, compiendo il viaggio a piedi.
Poco tempo dopo, mentre Van Gogh partiva per Arles, Bernard decise di stabilirsi in Bretagna nel villaggio di Pont-Aven. Lì ritrovò Paul Gauguin, e conobbe Émile Schuffenecker, Paul Sérusier, Meijer de Haan, Charles Laval e altri, dando vita alla cosiddetta Scuola di Pont-Aven, le cui ideazioni, in netto distacco dall'Impressionismo, furono alla base del Cloisonnisme e del Sintetismo.
La loro non era più una pittura fondata sulla visione reale, ma una pittura "di memoria", basata sui ricordi e le impressioni suscitate, con i soggetti racchiusi da una linea scura, come nelle vetrate delle cattedrali gotiche. Fonti d'ispirazione, oltre all'arte medievale, furono sicuramente l'arte giapponese e gli oggetti primitivi, provenienti perlopiù dalle colonie francesi dell'Oceania.
Bernard e Gauguin, nonostante la grande differenza d'età (20 anni), furono l'anima del gruppo, influenzandosi a vicenda nella produzione non solo di quadri, ma dei più svariati oggetti artistici: ceramiche, vasi scolpiti, legni dipinti, affreschi, arazzi..., e le loro ricerche formali trainarono il gruppo verso il primo, importante traguardo: la mostra al Café Volpini a Parigi, durante l'Esposizione universale del 1889 che, se fu quasi un insuccesso per le vendite, servì loro perlomeno a farsi un nome.
Ben presto, però, i rapporti con Gauguin e col gruppo cominciarono a logorarsi: se da un lato vari ex-compagni avevano intrapreso la loro strada (giungendo a fondare il movimento Nabis), dall'altro entrambi gli artisti si attribuirono la paternità del nuovo movimento Sintesista, accusandosi reciprocamente di plagio. E inoltre lo stesso Gauguin, dopo un secondo soggiorno in Bretagna, aveva cominciato a riscuotere molti consensi e veniva ritenuto dalla stampa il solo e unico fondatore del movimento. Riuscì poi ad ottenere il permesso del governo di partire per Tahiti: ce n'era abbastanza perché Bernard, sentendosi messo da parte, giungesse alla rottura con lui nell'aprile del 1891, riservandogli, da allora fino alla sua morte, atteggiamenti ostili.
Dopo la rottura con Gauguin e la morte di Van Gogh (1890) (al cui funerale egli fu presente, e del quale organizzò nel 1892 una mostra postuma corredata da alcuni scritti dedicati all'amico), Bernard aderì al movimento dei Rosacroce fondati da Joséphin Péladan, una sorta di "confraternita artistica" esoterica con la quale s'intendeva far ritornare l'arte ad una forma realistico-religiosa come ai tempi del Medioevo. In seguito compì numerosi viaggi (soprattutto in Italia) che gli furono estremamente utili sotto il profilo artistico.

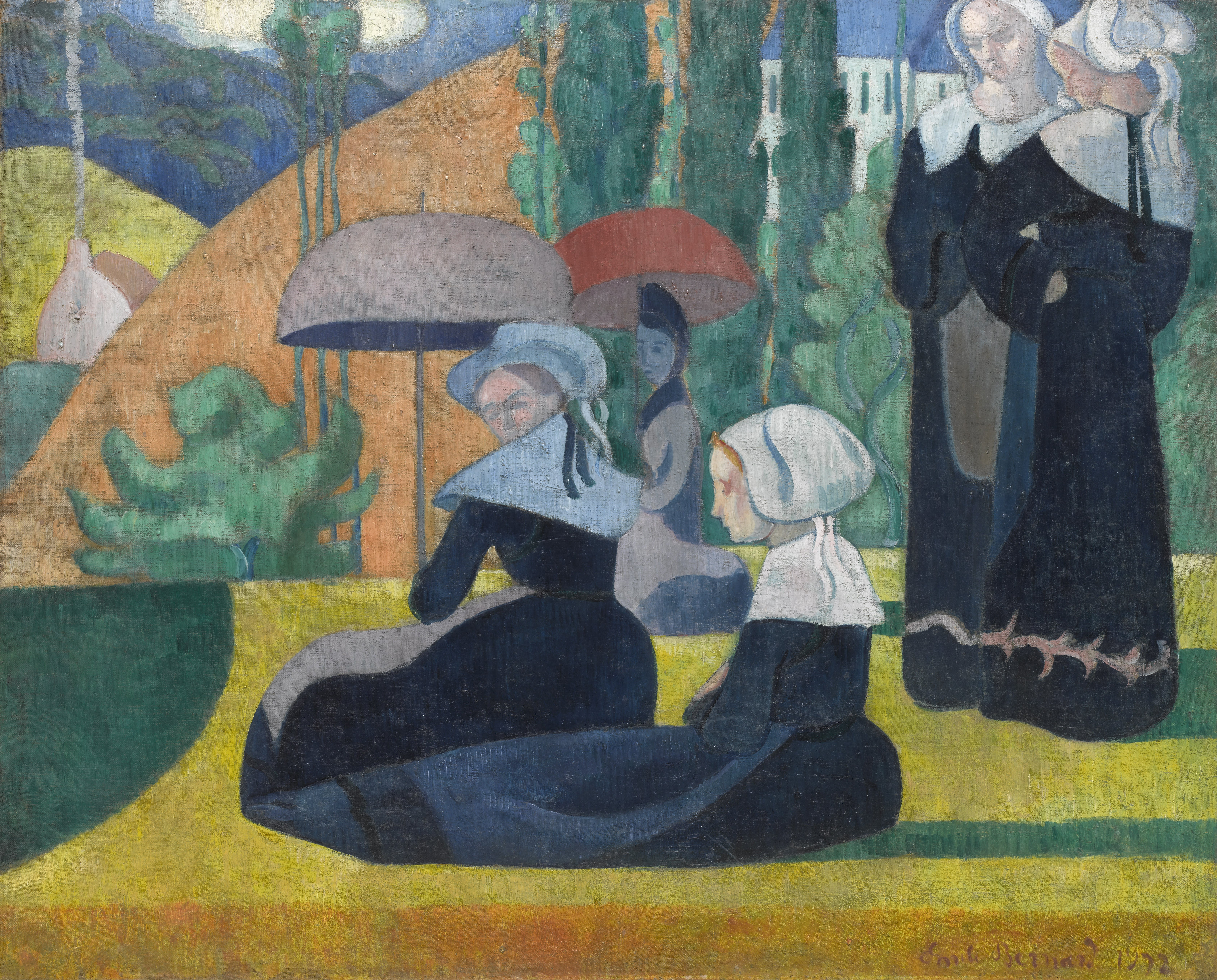
Donne bretoni con l'ombrello

Nel 1893 accompagnò la sorella Madeleine, malata di tubercolosi, al Cairo e decise di stabilirsi in Egitto, dove rimase per 10 anni dipingendo opere "orientaliste" e dove sposò una libanese da cui ebbe cinque figli. All'inizio del XX secolo, però, a causa di un tradimento di cui la moglie venne a conoscenza, fu costretto a lasciare la famiglia e a ritornare a Parigi, dove si risposò e continuò la produzione artistica, sempre imperniata sui principi sintetisti e cloisonnisti, ma senza raggiungere mai una posizione di primissimo livello.
In un breve soggiorno ad Aix-en-Provence conobbe Cézanne. Rientrato lo stesso anno a Parigi, Bernard abbandonò progressivamente lo spirito di avanguardia e di sperimentazione dei primi tempi e parve rifugiarsi nell' « arte della tradizione, nella grande pittura », in breve in una forma di classicismo moderno, come testimoniano quadri come "Sulle sponde della Marna" del 1932 e "Nudo con le ciliegie" del 1933. Visse circondato dai vecchi amici e legato in particolare a Louis Anquetin che ritrasse poco prima della morte, nel 1932.

Nel 1933 realizzò una serie di affreschi nella chiesa di Saint-Malo-de-Phily sulla storia delle reliquie conservate nella chiesa stessa.
Bernard pubblicò diversi libri, fra cui un romanzo e un libro di poesie, con lo pseudonimo di Jean Dorsal, che Guillaume Apollinaire non mancò di apprezzare e di elogiare.
Morì nel 1941 nel suo atelier di Parigi che occupava sin dal 1926. Riposa nel Cimitero parigino di Pantin.

## Opere

### Disegni, acquarelli
- 420-104 -  Le Bois d'Amour , acquarello. Musée des beaux-arts de Quimper.

### Dipinti a olio
- 1888    -   Baigneuses à la vache rouge , Musée d'Orsay, Parigi
- 1888    -   La Moisson , Musée d'Orsay, Parigi
- 1888    -   L'Arbre jaune , Musée des beaux-arts de Rennes
- 1888    -   Étude des Bretonnes, La Ronde , Musée des beaux-arts de Quimper
- 1888    -   Portrait de ma sœur Madeleine , Musée Toulouse-Lautrec d'Albi
- 1888    -   Les cueilleuses de poire , Palais des beaux-arts, Lilla

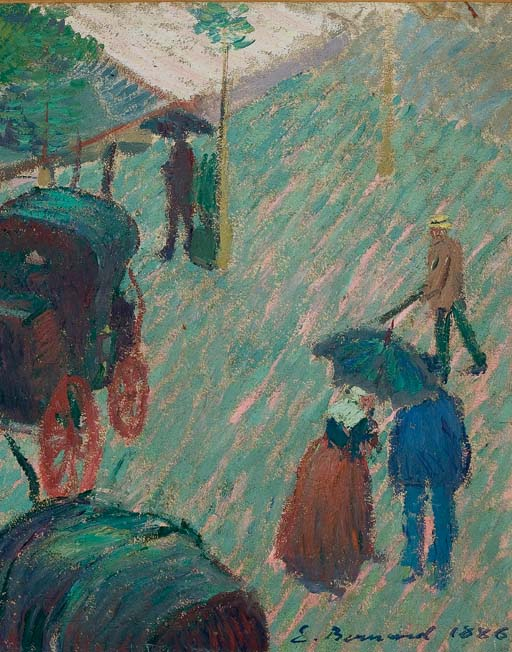
Il giardino pubblico di Mayenne

- 1888    -   Madeleine au Bois d'Amour , Musée d'Orsay, Parigi
- 1888    -   Autoportrait « à son copaing Vincent », Museo Van Gogh, Amsterdam
- 1889    -   Bretonnes nourrissant les cochons , National Gallery of Australia.
- 1890    -   Nus dans un paysage , Musée des Beaux-Arts de Valenciennes.
- 1890    -   Pont-Aven, Musée Toulouse-Lautrec, Albi
- 1891    -   Moisson au bord de la mer, Saint-Briac-sur-Mer , Musée d'Orsay, Parigi
- 1891    -   Nature morte, Musée des beaux-arts, Nantes.
- 1892    -   Les Bretonnes aux ombrelles , Musée d'Orsay, Parigi.
- 1892    -   Bretonnes avec algues , IMA, Indianapolis
- 1901    -   Autoportrait , Palais des beaux-arts, Lilla
- 1908    -   Après le bain, les nymphes, Musée d'Orsay, Parigi
- 1933    -   Portrait de Louis Anquetin,  (dedica:  A Louis Anquetin en témoignage de ma plus profonde admiration ).
- s. d. -   Portrait de femme , Philadelphia Museum of Art
- s. d. -   Après le bain-trois nymphes , Palais des Beaux-Arts, Lilla

### Arazzi
- 1925 ca  -  Femme dans une prairie ,  per l'Exposizione Internationale delle Arti Decorative del 1925 a Parigi.

### Affreschi
- 1933 -  Affreschi della chiesa di Saint-Malo-de-Phily:
  - Rociantour et les envoyés d'Aleth implorant Childebert pour le corps de Saint Malo
  - Épreuve proposée par le roi avec la tête et la main de Saint Malo se séparant de son corps
  - Félix habitant de la paroisse est guéri par les reliques du Saint

### Incisioni, litografie
- 1888-1889 -  Bretonneries, trois femmes étendant du linge , zincografia in nero su carta, Musée des beaux-arts di Quimper.

### Scritti
- Propos sur l'art, 2 tomi, - ISBN 2-84049-031-5

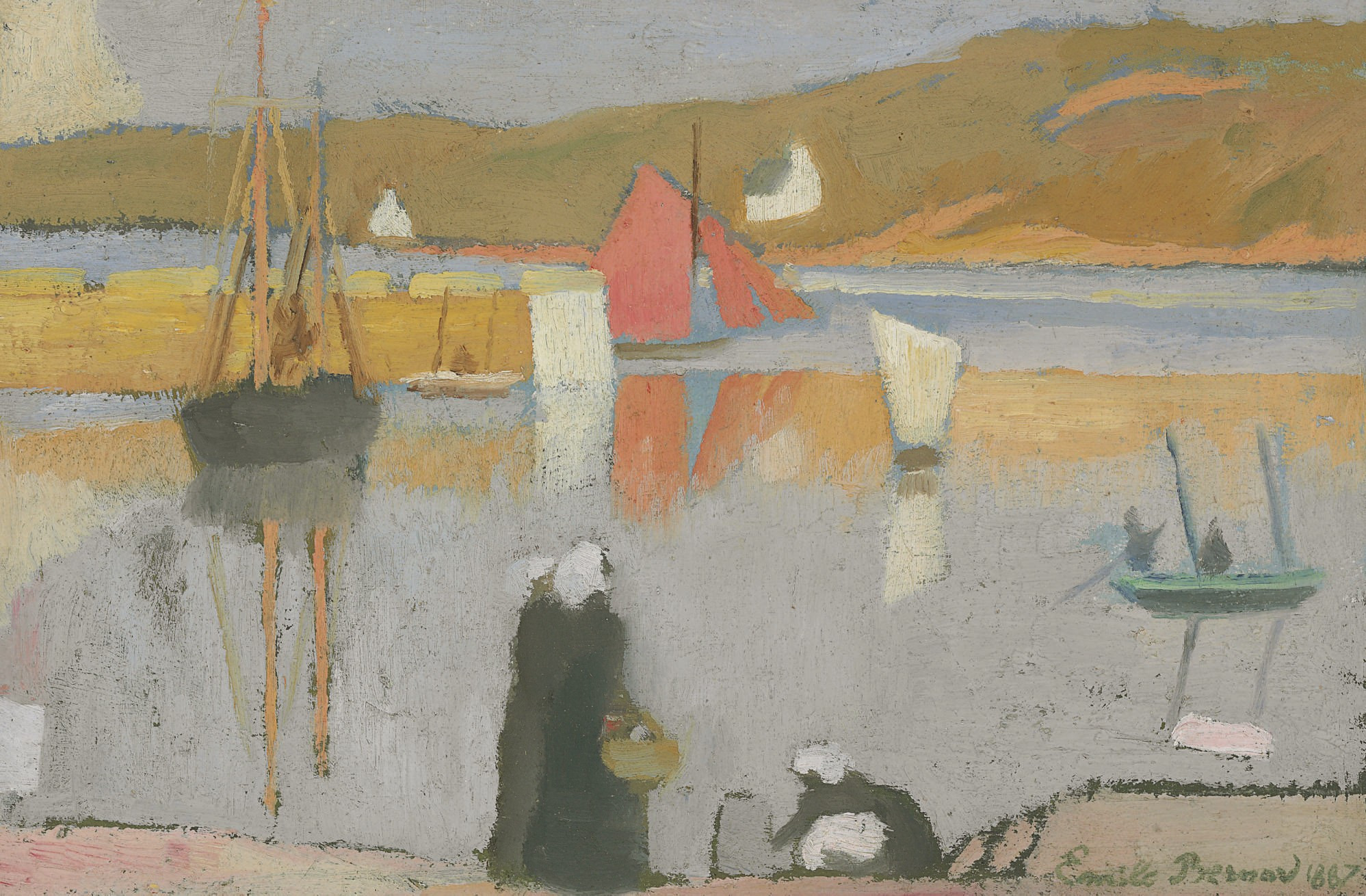
Il porto di Saint Briac

- L'Esclave nue seguito da La Danseuse persane, romanzo.
- Le Parnasse oriental.
- Le Voyage de l'être: poèmes d'évolution. Susurrements, Cœur nu, Sentimentalités solitaires, Sensualismes, Malaises cordiaux, Foi, Extuses et luttes, suivi de Paysages et du Livre d'hommages, (Poesie 1886-1898),  Ediz. Moussa Roditi, Il Cairo, 1898
- La méthode de Paul Cézanne. Exposé critique , Ediz. Mercure de France 1920
- Une conversation avec Cézanne , Ediz. Mercure de France, 1921
- Souvenirs sur Paul Cézanne: une conversation avec Cézanne, la méthode de Cézanne., Ediz. Chez Michel, Parigi, 1925
- La Lumière Mythique, Pseudonimo: Jean Dorsal,  Ediz. de "La Rénovation Esthétique", Parigi 1933
- Le Sablier seguito da Les Regrets, Pseud. Jean Dorsal,  Ediz. de "La Rénovation Esthétique", Parigi 1933
- Les lettres d'un artiste (1884-1941), Ediz. Les Presses du réel, Digione, 2012 - ISBN 978-2-84066-498-7

## Mostre
- Esposizione Internazionale di Arti Decorative del 1925 a Parigi:  Femme dans une prairie , telo in "Tapisserie d'Aubusson"

Postume
- Époque de Pont-Aven, Mostra di Émile Bernard, Parigi, luglio 2010
- Mostra collettiva al museo di Belle arti di Quimper, comprendente 29 opere, di cui 9 di Emile Bernard, 2009

## Musei, monumenti

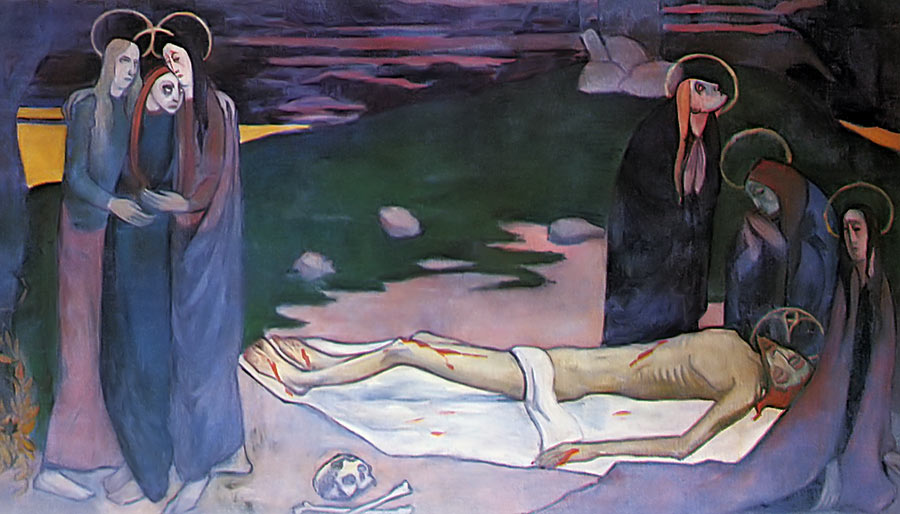
La Pietà

- Musée d'Orsay, Parigi: Madeleine au Bois d'Amour  -  Les Bretonnes aux ombrelles  -La Moisson -  Moisson au bord de la mer, Saint-Briac-sur-Mer  -  Baigneuses à la vache rouge  -  Après le bain, les nymphes
- Van Gogh Museum, Amsterdam: Autoportrait « à son copaing Vincent »
- Musée des Beaux-Arts de Valenciennes: Nus dans un paysage
- Musée des beaux-arts de Nantes :  Nature morte
- Palais des beaux-arts de Lille:  Autoportrait  -  Les cueilleuses de poire  -  Après le bain-trois nymphes
- Église Saint-Malo-de-Phily: affreschi
- Musée des beaux-arts de Quimper: Étude des Bretonnes, La Ronde  -  Le Bois d'Amour , (acquarello) -  Bretonneries, trois femmes étendant du linge
- Musée Toulouse-Lautrec:  Portrait de ma sœur Madeleine  -  Pont-Aven
- Museo delle Belle Arti di Rennes:  L'Arbre jaune
- National Gallery of Australia:  Bretonnes nourrissant les cochons
- Philadelphia Museum of Art:  Portrait de femme
- Indianapolis Museum of Art:  Bretonnes avec algues
- Musée d'art moderne de la Ville de Paris:  Bretonneries, trois femmes étendant du linge (zincografia) in deposito presso il Museo di Belle arti di Quimper.

## Iconografia
- 1886    - Portrait d'Émile Bernard, di Henri de Toulouse-Lautrec, National Gallery, Londra.
- 1888    - Autoportrait avec le portrait de Bernard, di Paul Gauguin.
- 1888    - Autoportrait avec le portrait de Paul Gauguin, di Émile Bernard.
- 1901    - Autoportrait , Palais des beaux-arts de Lille.

## Galleria d'immagini

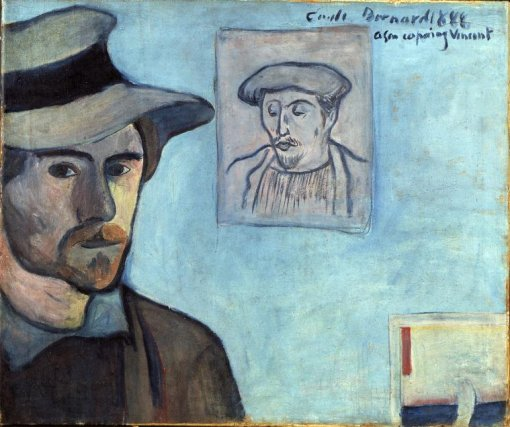
Autoritratto col ritratto di Gauguin, 1880
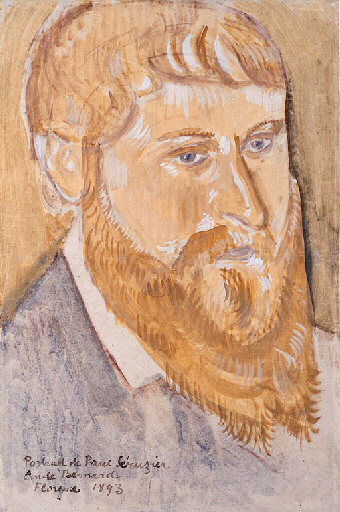
Paul Sérusier, 1893
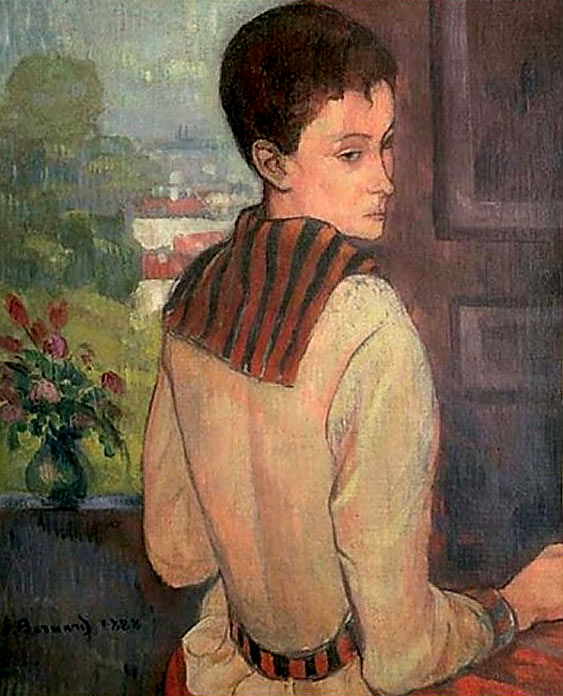
Madame Schuffenecker, 1888
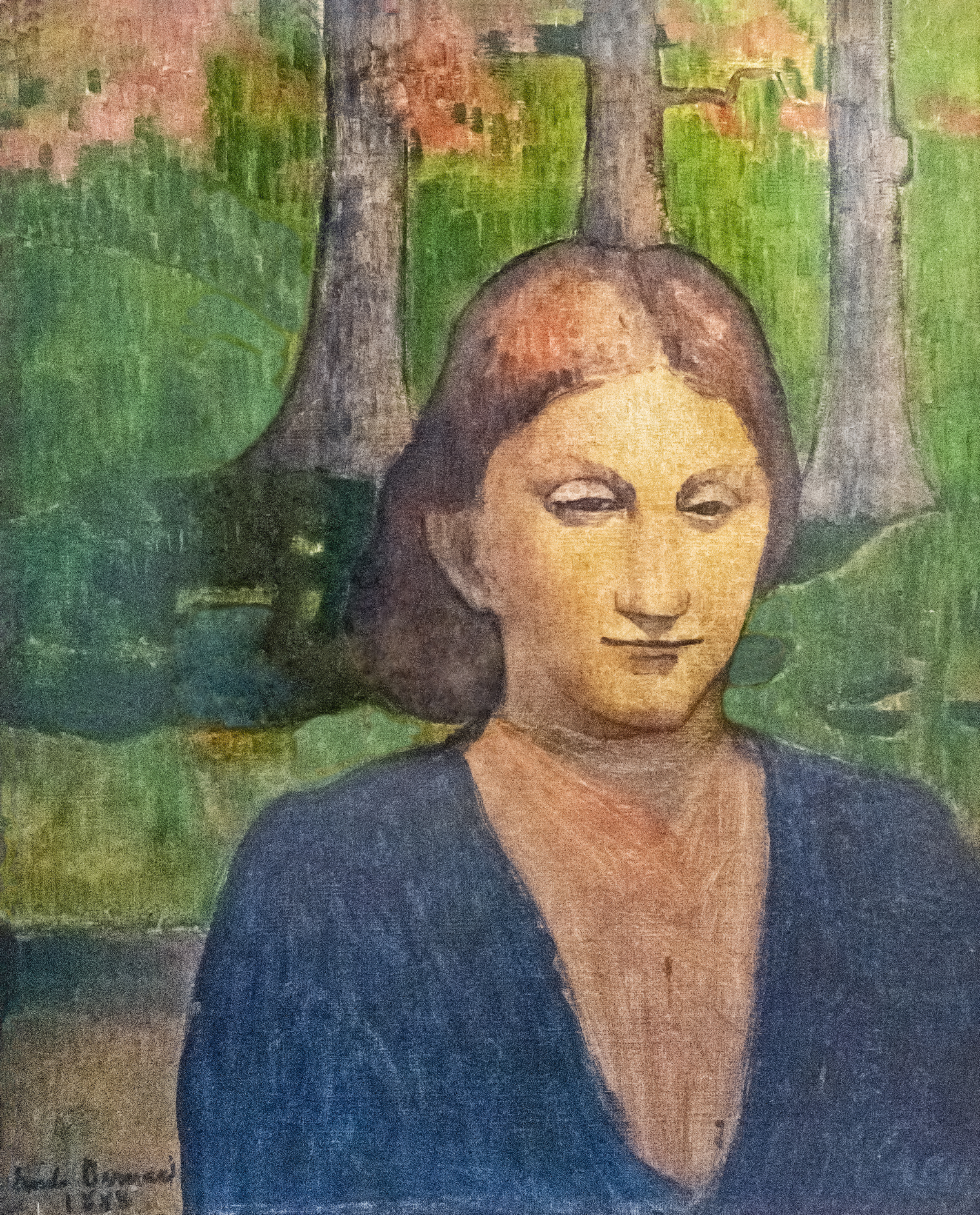
Mia sorella Madeleine
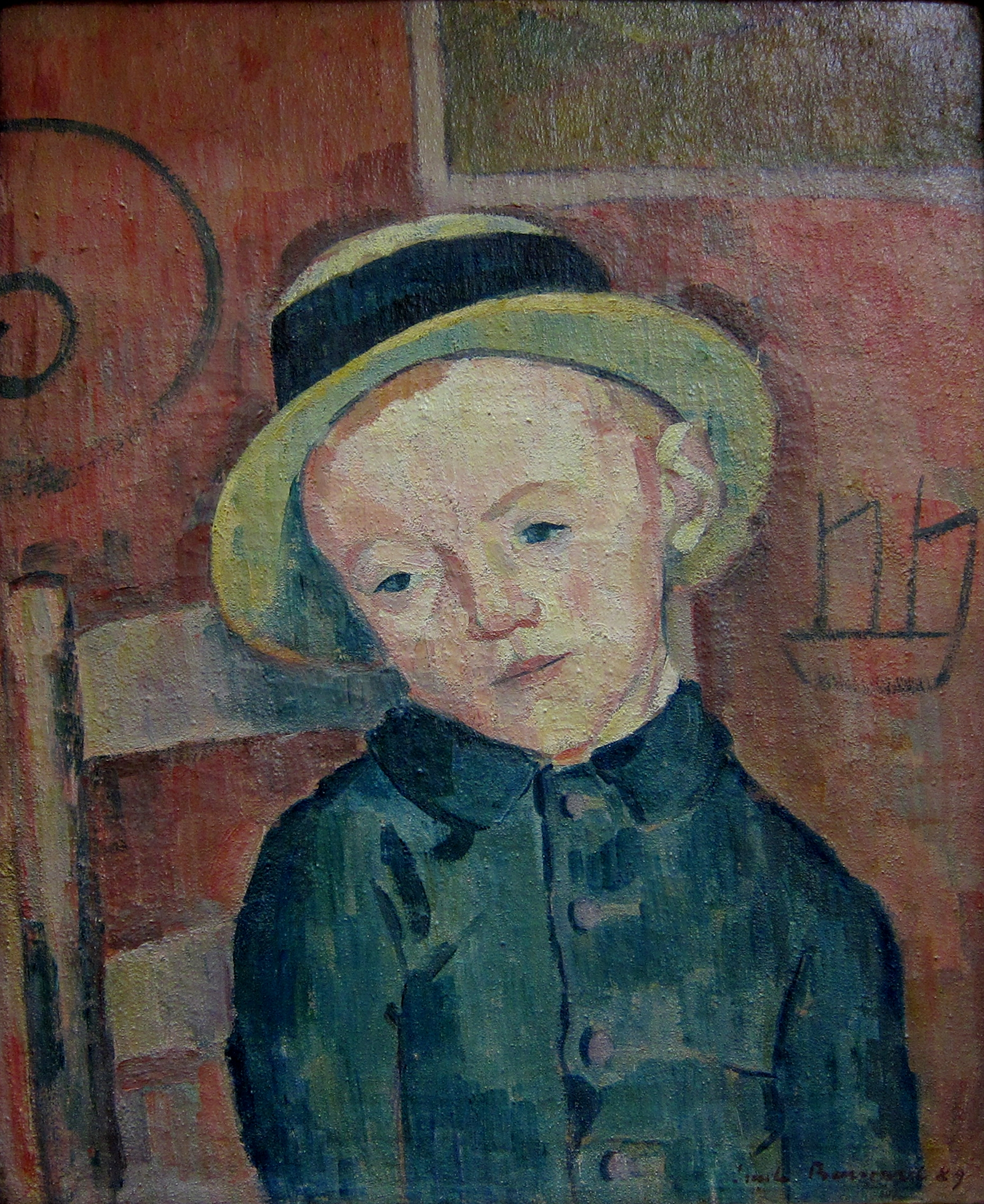
Bambino
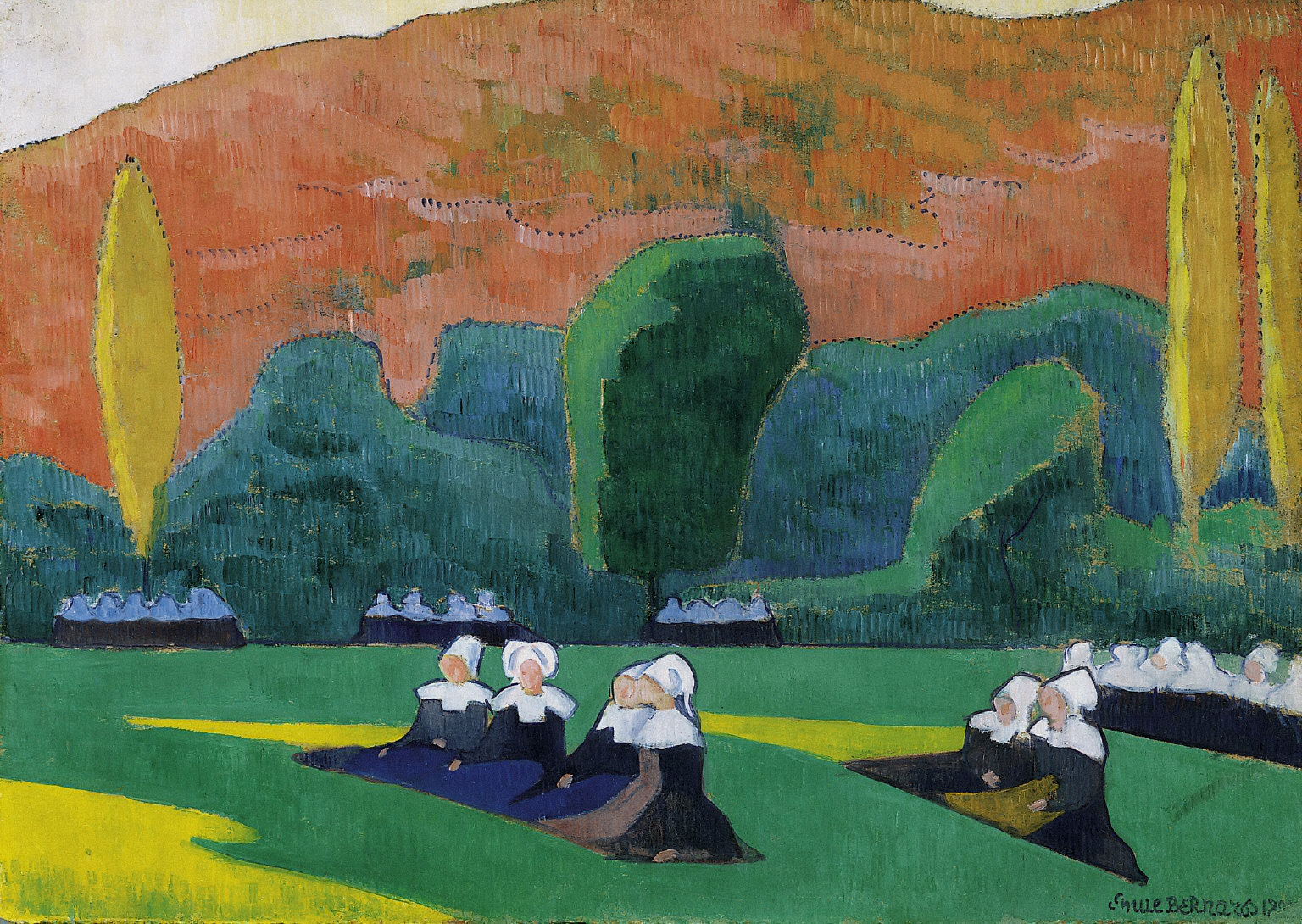
Le donne bretoni in preghiera
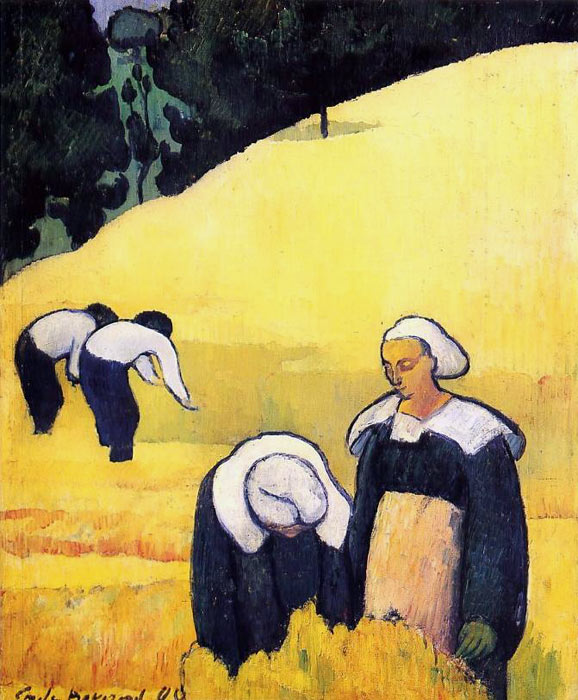
La mietitura, 1888
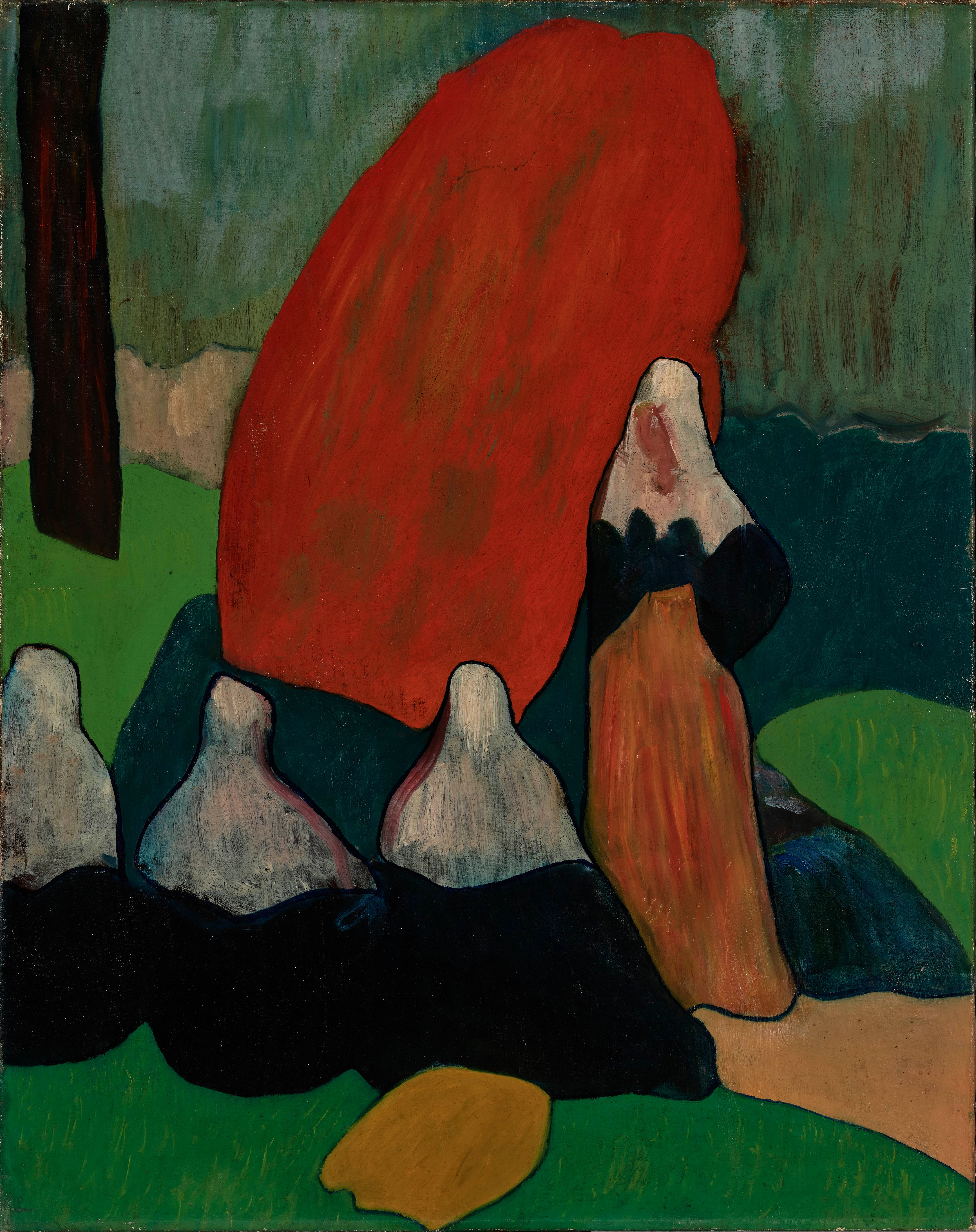
Donne bretoni con le alghe
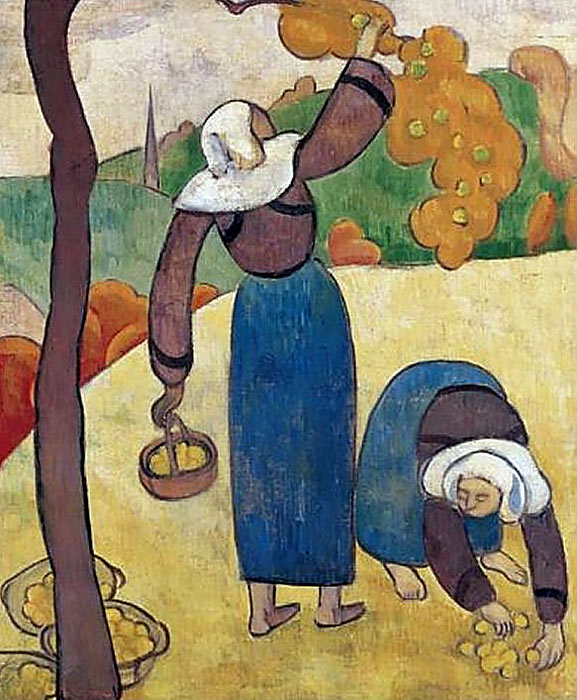
Contadini bretoni, 1889
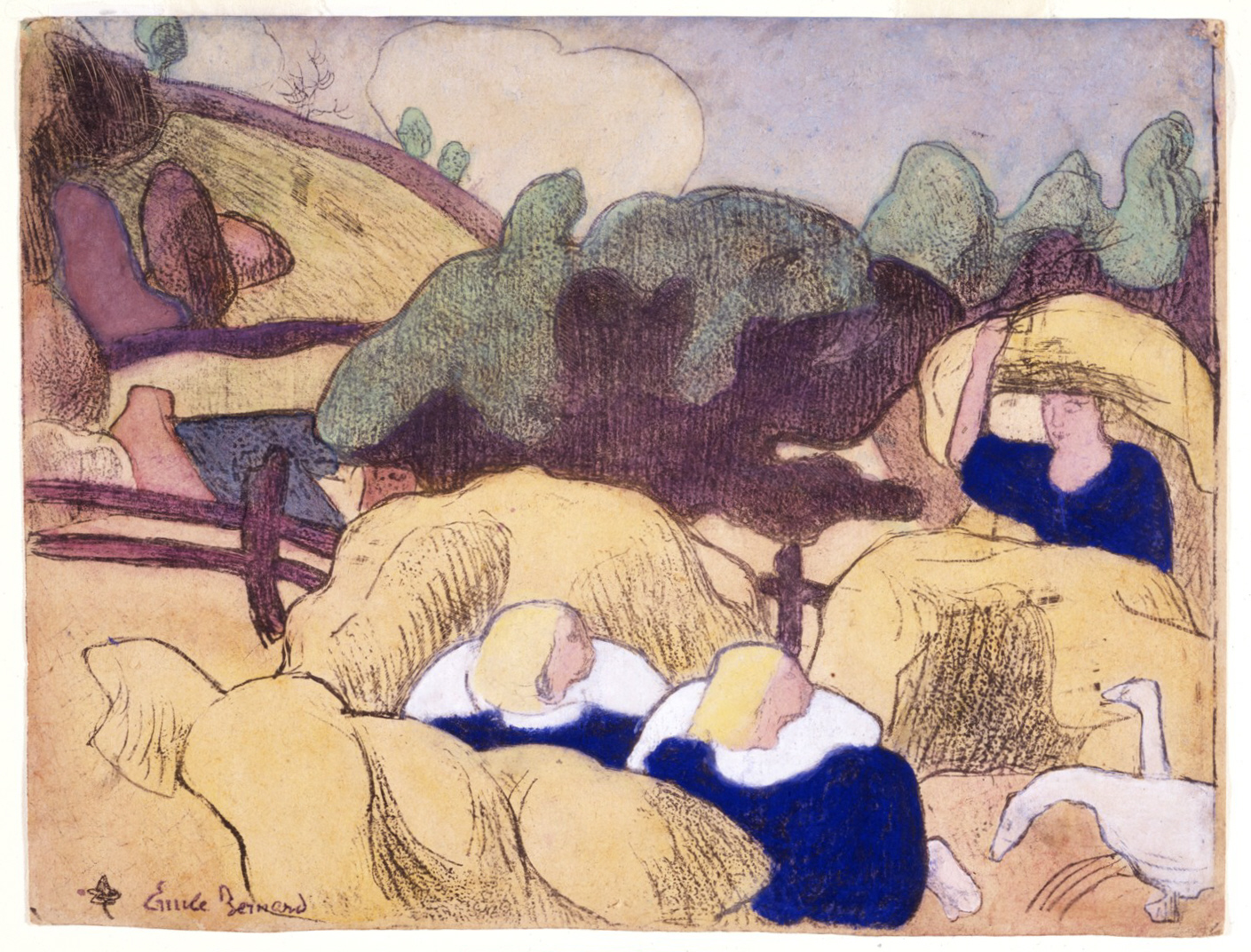
Donne alla fienagione, 1889
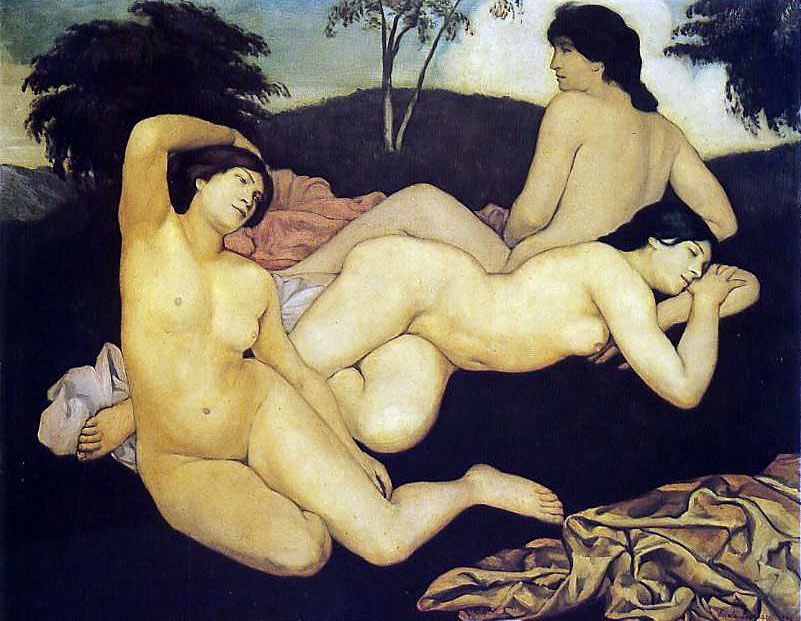
Le ninfe dopo il bagno, 1908
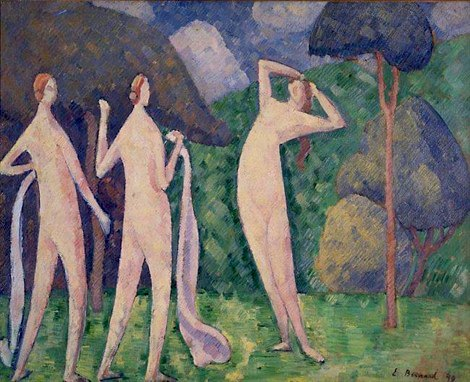
Tre bagnanti, 1890
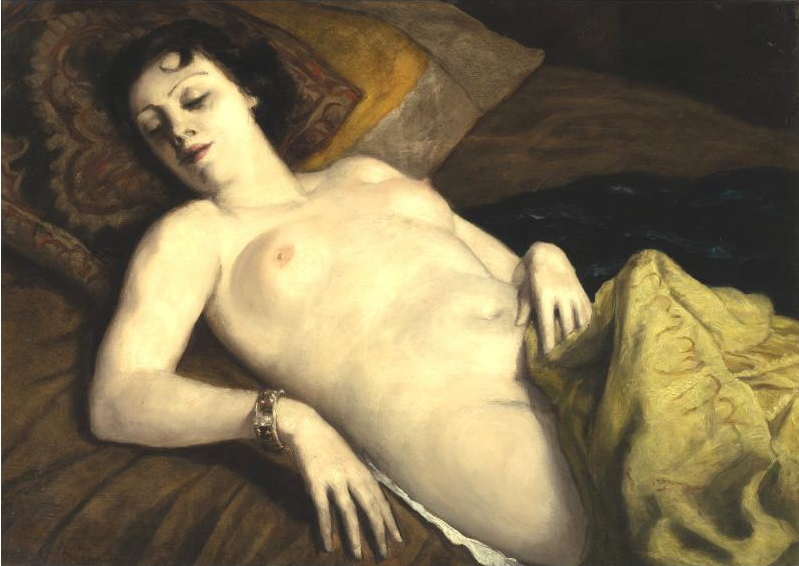
Nudo sdraiato con braccialetto
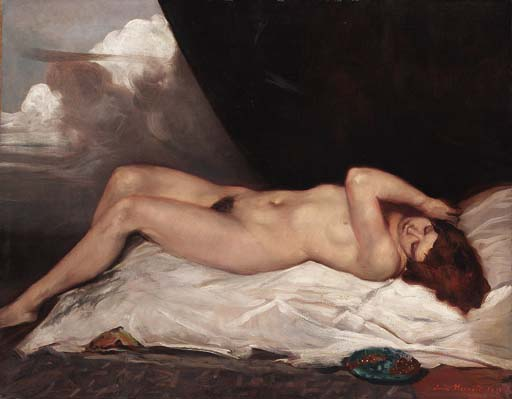
Nudo con le ciliegie, 1933
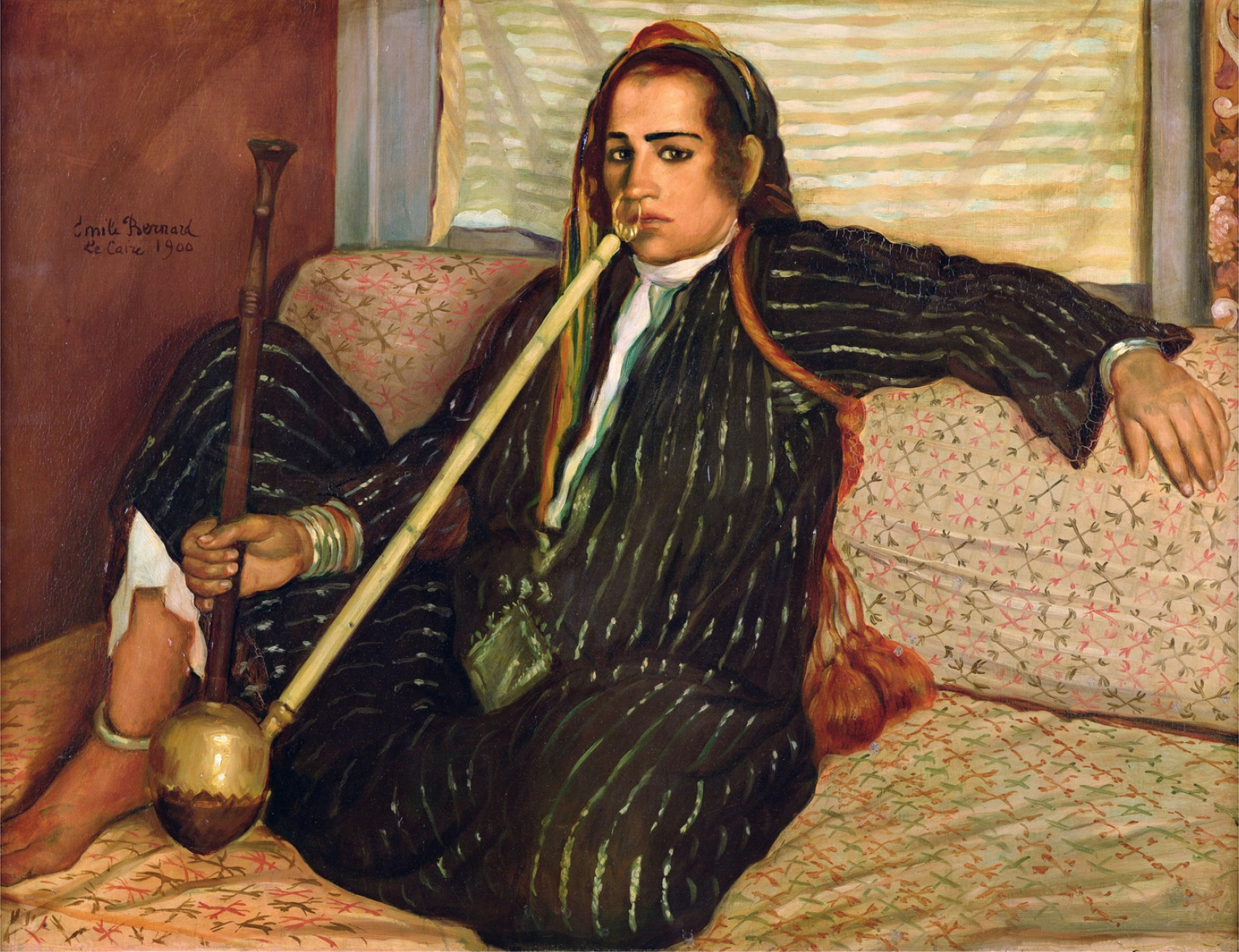
La fumatrice di Hashish, 1900
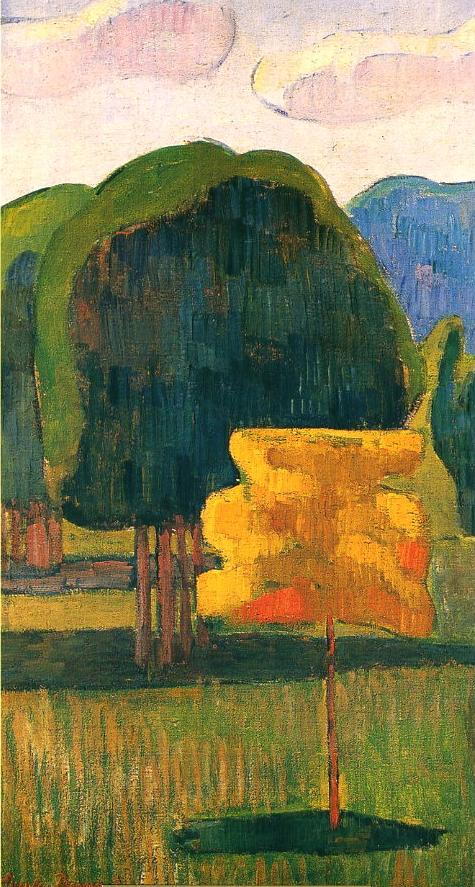
L'albero giallo
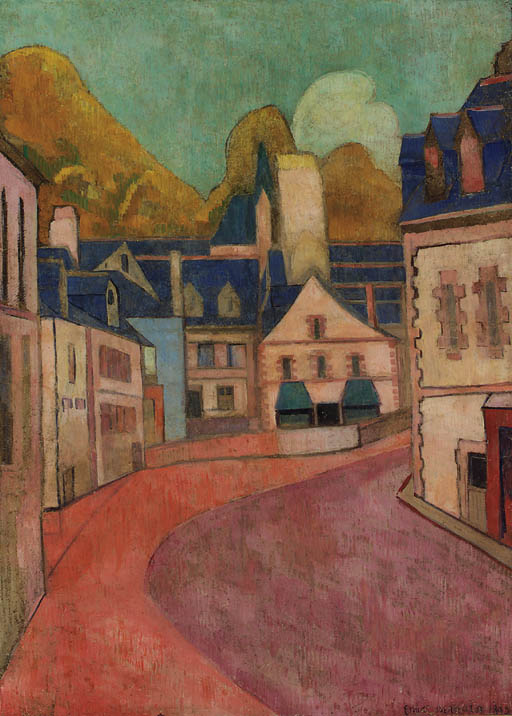
La Via Rosa a Pont Aven
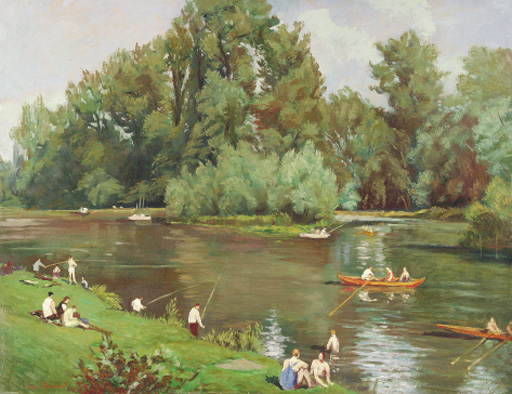
Sulle sponde della Marna, 1932
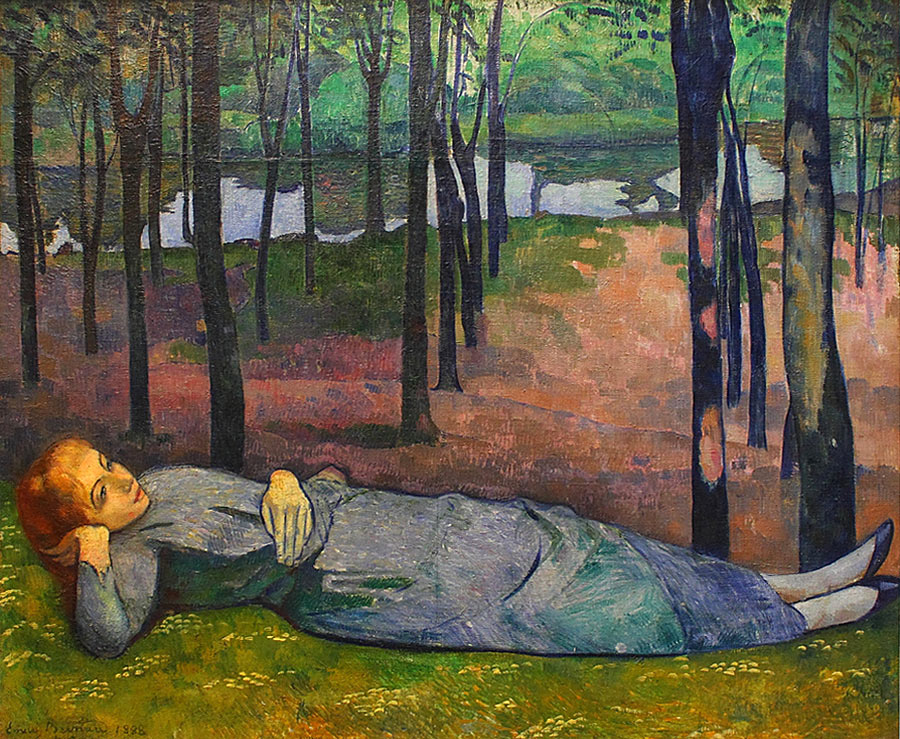
Madeleine nel "Bosco d'Amore", 1888
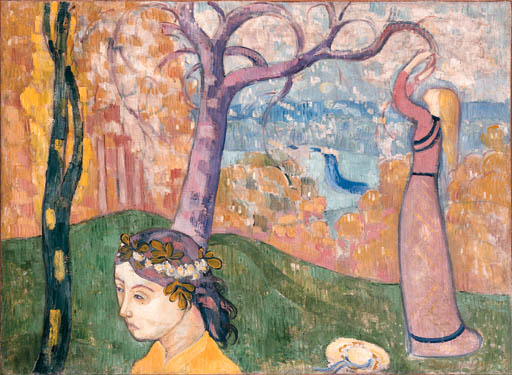
Madeleine nel "Bosco d'Amore", 1892

## Riconoscimenti postumi
- In Bretagna almeno quattro vie portano il suo nome:
  - a Saint-Briac
  - a Rennes
  - a Névez
  - a Brest
- Portano ugualmente il suo nome:
  - una via a Tonnerre
  - un passaggio a Clichy-la-Garenne
  - una mediateca a Asnières-sur-Seine